# Flughafen Tomsk

i7
i11
i13
Der Flughafen Tomsk (IATA-Code: TOF, ICAO-Code: UNTT) ist der Flughafen der sibirischen Stadt Tomsk in der Oblast Tomsk.

## Geschichte
Der Flughafen wurde 1967 eröffnet und liegt beim Dorf Bogaschowo, etwa 20 km südöstlich des Zentrums der Stadt Tomsk. Im Jahr 2019 wurde er nach dem Hubschrauberkonstrukteur Nikolai Kamow benannt, der am Technologischen Institut Tomsk studiert hatte.
Im Jahr 2021 wurde ein Vertrag über 2,5 Milliarden Rubel für den Bau eines neuen Passagierterminals unterzeichnet, das bis März 2023 fertiggestellt werden soll.
Am 29. August 2024 wurde das Terminal eröffnet.

## Zwischenfälle
- 2020 erkrankte der russische Politiker und Regierungskritiker Alexej Nawalny, nachdem er im Flughafencafé Tee getrunken hatte. Er erlitt auf dem Flug nach Moskau einen Zusammenbruch, der eine Notlandung in Omsk notwendig machte (siehe auch Giftanschlag auf Alexei Nawalny).[4]
- Am 16. Juli 2021 kam es auf dem SiLA-Airlines-Flug 42 zum Ausfall beider Triebwerke einer Antonow An-28 (Luftfahrzeugkennzeichen RA-28728) auf dem Weg von Kedrowy nach Tomsk. Bei der Notlandung in einem Sumpfgebiet wurde das Flugzeug schwer beschädigt – alle Passagiere und Besatzungsmitglieder überlebten jedoch mit leichten Verletzungen.[5][6]